# Johann Georg von Bemmel
Johann Georg von Bemmel (* 30. November 1669 in Nürnberg; † 29. Juli 1723 ebenda) war ein deutscher Genre-, Landschafts- und Schlachtenmaler. Er  war Sohn des aus Utrecht stammenden Landschaftsmalers Willem van Bemmel und Bruder des Malers Peter von Bemmel (1689–1753).

## Leben

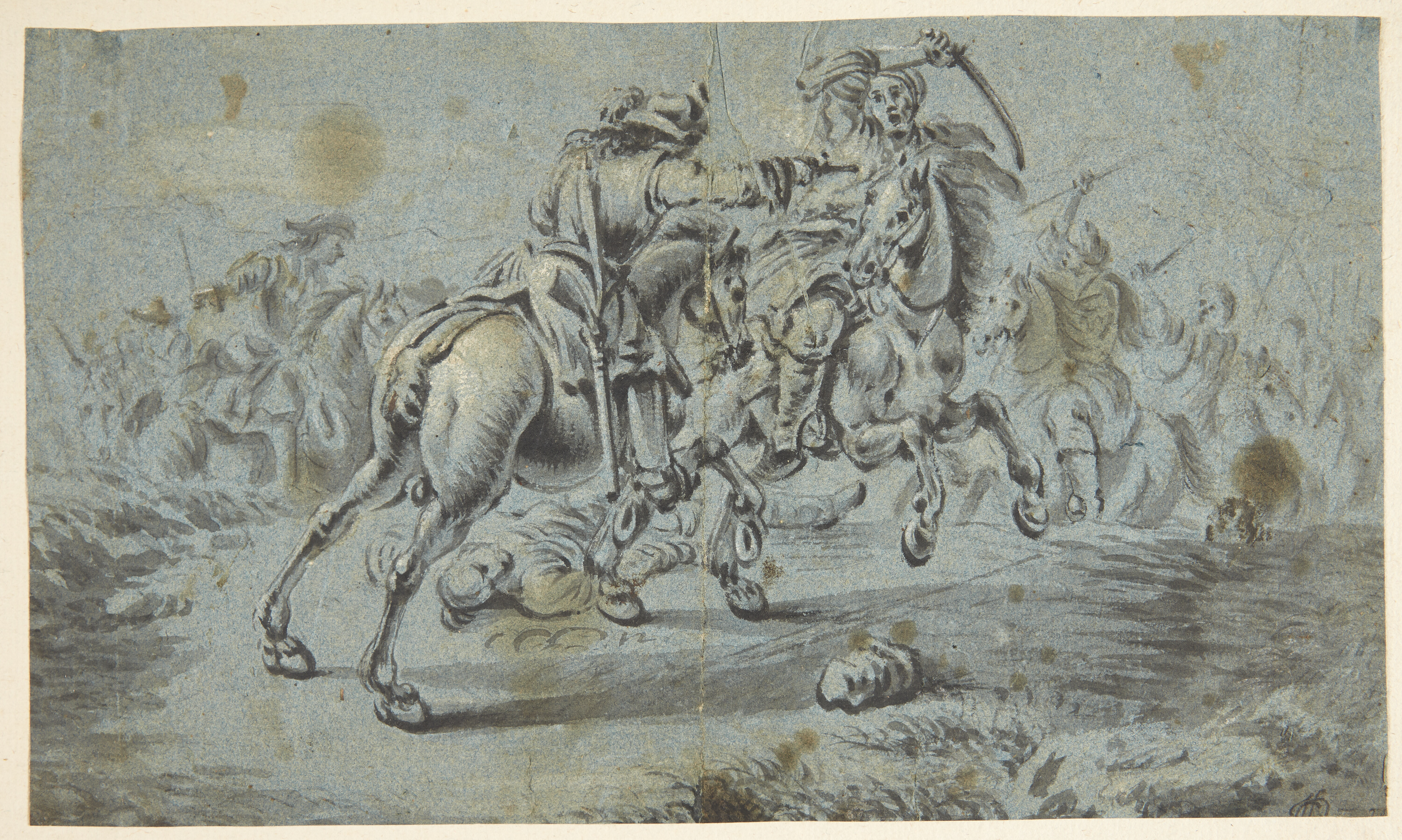
Johann Georg von Bemmel: Reiterkampf

Seine Ausbildung erhielt er bei seinem Vater und beim Schlachtenmaler Johann Philipp Lem(b)ke. Als dieser 1674 nach Schweden übersiedelte, bildete er sich an dessen Zeichnungen weiter. Ab circa 1685 arbeitete er in der Werkstatt seines Vaters mit, für den er die Figurenstaffagen ausführte. Diese waren anfangs Kopien nach Lemke, insbesondere militärische und orientalische Reiterfiguren. Nach der "Biografie aller Bemmel" (1799) blieb Johann Georg zu kränklich, um seine Ausbildung durch eine Italienfahrt abzuschließen. Er litt früh unter Rheuma und Gicht. 
Johann Georg ist als eigenständiger Maler noch immer wenig greifbar, da er sehr selten signierte. Einige Figurenzeichnungen tragen seine Signatur, die Gemälde sind nur gelegentlich auf der Rückseite mit „Bemel“ bezeichnet. Zu den signierten Bildern zählt eine Landschaft mit Nymphen in Koblenz, wobei die dortigen Figuren dem Stil des Historienmalers Johann Murrer entsprechen und die sturmbewegte Landschaft dem Œuvre seines Bruders Peter nahesteht. Laut der älteren Literatur hat Johann Georg von Bemmel bei den Landschaften die Manier seines Vaters fortgesetzt. Deshalb können sich seine Arbeiten unter den vielen Zuschreibungen an Willem van Bemmel, die aber nicht dessen Niveau erreichen, verstecken. Hier sind jeweils die Figuren Indizien für eine Zuweisung an Johann Georg. Nach dem Tod des Vaters (1708) übernimmt er dessen Werkstattbetrieb und wohnt im Nürnberger Künstlerviertel am Paniersplatz. Er verstirbt am 29. Juli 1723 in Nürnberg.